# 孟凡清
孟凡清（？－），男，汉族。中華人民共和國政治人物、軍事人物，中共黨員，中国人民解放军少将。

## 生平
历任中国人民解放军济南军区某摩步旅副旅长、旅长，期间获得中国人民解放军2008年度全军优秀指挥军官。后任淄博军分区司令员，山东省军区战备建设局局长，山东省人民防空办公室副主任等职。
2021年，到中央军委国防动员部出任民兵预备役局局长。
至迟于2024年9月，出任辽宁省军区司令员。2025年3月13日，任中共辽宁省委常委。